# Masahiro Ikeda
Masahiro Ikeda (japanisch 池田 昌広 Ikeda Masahiro; * 9. Oktober 1981 in der Präfektur Mie) ist ein ehemaliger japanischer Fußballspieler.

## Karriere
Ikeda erlernte das Fußballspielen in der Universitätsmannschaft der Ryūtsū-Keizai-Universität. Seinen ersten Vertrag unterschrieb er 2004 bei Sagawa Express Tokyo. Der Verein spielte in der dritthöchsten Liga des Landes, der Japan Football League. 2005 wechselte er zum Zweitligisten Shonan Bellmare. Für den Verein absolvierte er neun Ligaspiele. 2007 wechselte er zum Drittligisten TDK (heute: Blaublitz Akita). Danach spielte er bei Banditonce Kakogawa und Nara Club. Ende 2015 beendete er seine Karriere als Fußballspieler.